# Étrurie de Campanie

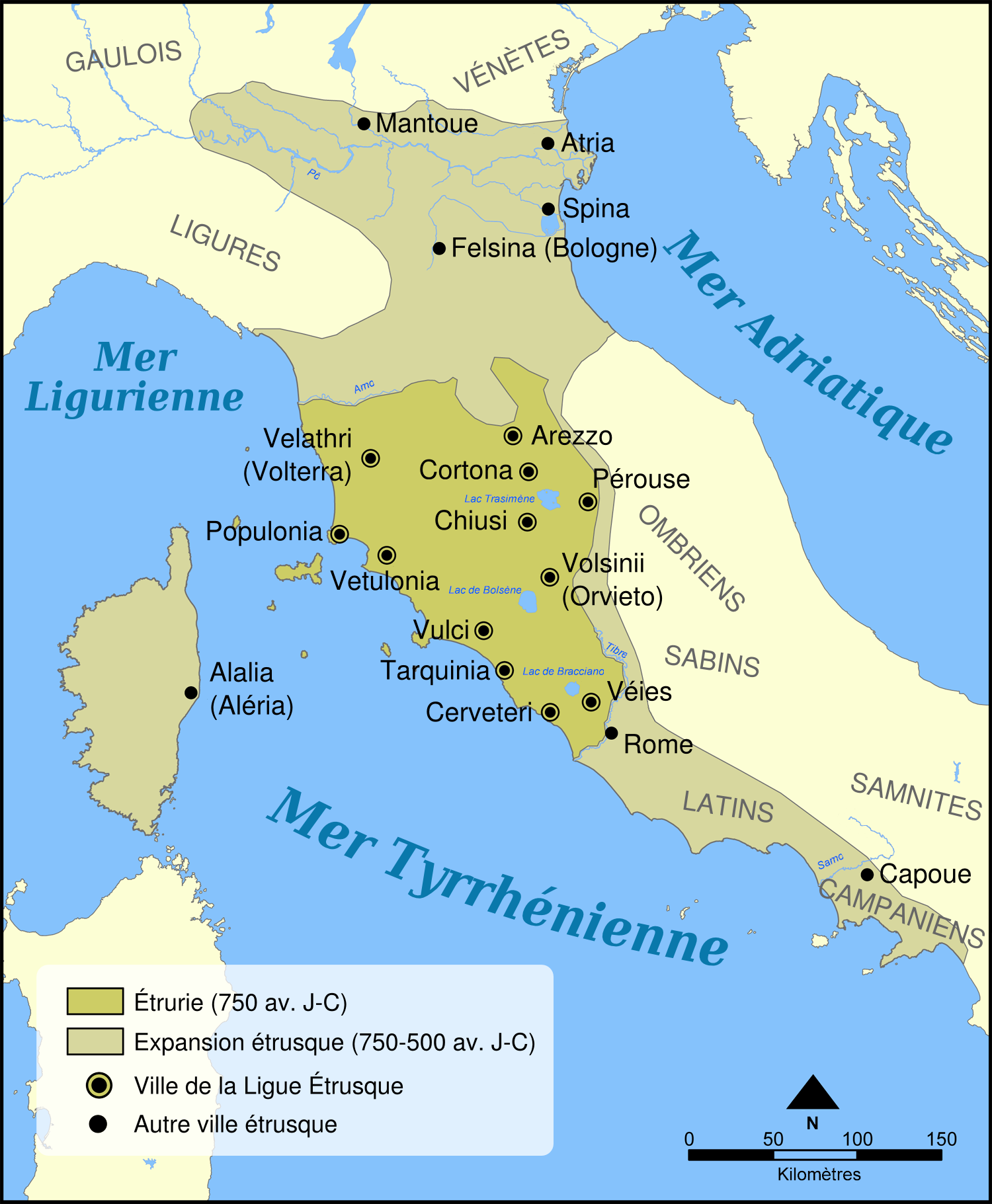
Carte des expansions étrusques.

Étrurie de Campanie  est une dénomination moderne afin de définir pour une meilleure compréhension les zones archéologiques principales de la civilisation étrusque : Étrurie méridionale, padane et de Campanie.  L'Étrurie de Campanie correspond approximativement à la Campanie actuelle à l’exception de la baie de Naples et de la région de Salerne.

## Description
L’Étrurie de Campanie est la conséquence de l'expansion des Étrusques du Latium à partir du VIe siècle av. J.-C. vers le sud de l'Étrurie traditionnelle d'abord à l'intérieur des terres ensuite sur la côte. 
La maîtrise maritime des Étrusques nécessita la fondation de villes-étapes pour les bateaux car à l'époque la navigation se faisait au plus près des côtes et de jour. Ainsi ces bases permettaient le commerce et la piraterie sur les côtes de Calabre et de la Sicile.
L'expansion aboutit à la fondation d'une dodécapole étrusque,  confédération de douze villes  analogue à celle existante en Étrurie méridionale et padane

« Certains disent que cette contrée bien qu'occupée primitivement par les Opiques et les Ausones, fut par la suite peuplée par les Osques Sidicini que chassèrent les Grecs de Cumes, rejetés à leur tour par les Étrusques... Ces derniers y fondèrent douze cités et nommèrent la capitale Capoue. »

— Strabon V, 4, 3.
La dodécapole de Campanie, autour de sa « capitale », Vulturnum (la Capoue actuelle) rassemblait notamment Pompéi, Herculanum, Caiatia, Sorrente, Nocera, Marcina, traditionnellement localisée à Vietri sul Mare, Nola, et peut-être Stabies et Suessula.
La présence simultanée des Étrusques et des Grecs (colonie grecque de Cumes) dans la même région provoqua de nombreux conflits jusqu'à l'absorption de la région par les Romains. 
Vers 510/504 av. J.-C., les Étrusques reculent dans le Latium face aux Latins et aux Grecs de Cumes, perdant aussi Rome. Peu de temps après, dans le premier quart du Ve siècle av. J.-C., tout le sud du Latium, notamment les marais pontins, tombe aux mains des Volsques. La Campanie est coupée de l'Étrurie.
La prise de Capoue par des Samnites qui y fondent un état campanien en 423 av. J.-C. met fin à la domination étrusque en Campanie.

## Principaux centres
- Acerra
- Vulturnum,
- Pompéi,
- Herculanum,
- Caiatia,
- Cesennia,
- Sorrente,
- Nocera,
- Marcina,
- Nola,
- Stabies,
- Suessula.

## Sources
- Voir liens externes.